# Augusto Serrano López
Augusto Serrano López (1936, Casas de Fernando Alonso, província de Conca, Espanya) és un escriptor espanyol.
Doctor en Filosofia per la Universitat Tècnica de Berlín, Alemanya, i Master en Economia pel Postgrau Centroamericano d'Economia, Professor Titular de Filosofia durant 33 anys a la Universitat Nacional Autònoma d'Hondures i Coordinador del Doctorat en Gestió del Desenvolupament.
La seva labor docent, la va combinar precisament durant 12 anys amb la d'Agregat Cultural de l'Ambaixada d'Espanya a Tegucigalpa.
Durant la seva gestió, es va enfortir el component de cooperació cultural per al desenvolupament de l'Acció Cultural de l'Ambaixada, marcant la seva empremta als següents programes:
- Publicació: Rosa dels Vents (1990-1992).
- Jornades de Didàctica de l'Espanyol.
- Conveni de Cooperació Cultural, Educativa i Científica entre el Regne d'Espanya i el Govern d'Hondures. (1994).[2]

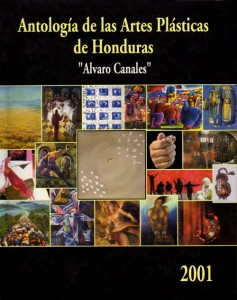

- Trobada Cultural Espanya-Centreamèrica (1996).
- Catalogació dels arxius miners del Real de Mines.
- Les Jornades Hispà-hondurenyes de Periodisme (2001-2009).
- Antologia de les Arts Plàstiques d'Hondures (1990-2008).[3]
- Premi d'Estudis Històrics Rei Juan Carlos I (1989-).

La seva gestió va ser continuada posteriorment per Álvaro Ortega Santos, després de la creació del Centre Cultural d'Espanya a Tegucigalpa.
Igualment va ser cofundador de l'Institut de Ciències de l'Home.
Actualment és Professor Visitant de la Universitat Tècnica de Berlín i de la Universitat Complutense de Madrid.

## Publicacions
- Ha estat cofundador i redactor de la revista Paraninfo.

Entre les seves nombroses publicacions en revistes científiques i llibres, cal destacar:
- Relativität und Kompossibilität. Darmstadt 1969.
- Necessitat i Llibertat. Edit. Univ. Tegucigalpa, 1982.
- El subjecte com a objecte de les Ciències Socials. CINEP. Bogotà, 1982.
- L'Esperança en el present d'Amèrica Llatina. DEI. San José, 1983.
- Positivisme i marxisme. Edit. Univ. Tegucigalpa, 1983.
- Raó Històrica. Edit. Univ. Tegucigalpa 1984.
- Textos Clàssics del Pensament Filosòfic i Científic. Edit. Univ. Tegucigalpa, 1984.
- Els camins de la Ciència. Una Introducció a l'Epistemologia. DEI. San José 1988.
- Història de la Ciència i Teoria de la Ciència. Revista de Filosofia. San José, 1989.
- Per la Filosofia: Una discussió a la frontera de les ciències. Tegucigalpa 1990.
- Per a una crítica de la raó científica.Paranimf n.10,1996.
- L'aventura del coneixement. Tegucigalpa 1995.
- Desenvolupament Humà: fronteres i alternatives. Edicions Subirana, Centre de Publicacions. Tegucigalpa, 1999.
- Leibniz com a pensador de la complexitat. Paranimf, n. 19, 2001.
- Castella-la Manxa: Wege der Universalitaet. Horlemann. Tuebingen 2006.
- Ciència per al desenvolupament humà. Rev. Diàleg Científic. Vol. 15 núm. 12 pàgs. 41-58. Tuebingen 2006.
- Paisatges de la memòria. Tegucigalpa 2007.
- Memòria històrica. Rev. Malinche. Alacant 2008.

## Condecoracions[calcitació]
Ha estat mereixedor de diferents reconeixements i condecoracions. Entre d'altres: Brassavola d'Or, atorgat per la Fundació per al Museu de l'Home Hondureny, i el nomenament de cavaller de l'Ordre d'Isabel la Catòlica pel Ministeri d'Afers exteriors d'Espanya.